# Волиця (гміна Сецемін)
Волиця (пол. Wolica) — село в Польщі, у гміні Сецемін Влощовського повіту Свентокшиського воєводства.
У 1975-1998 роках село належало до Ченстоховського воєводства.